# حق اختراع

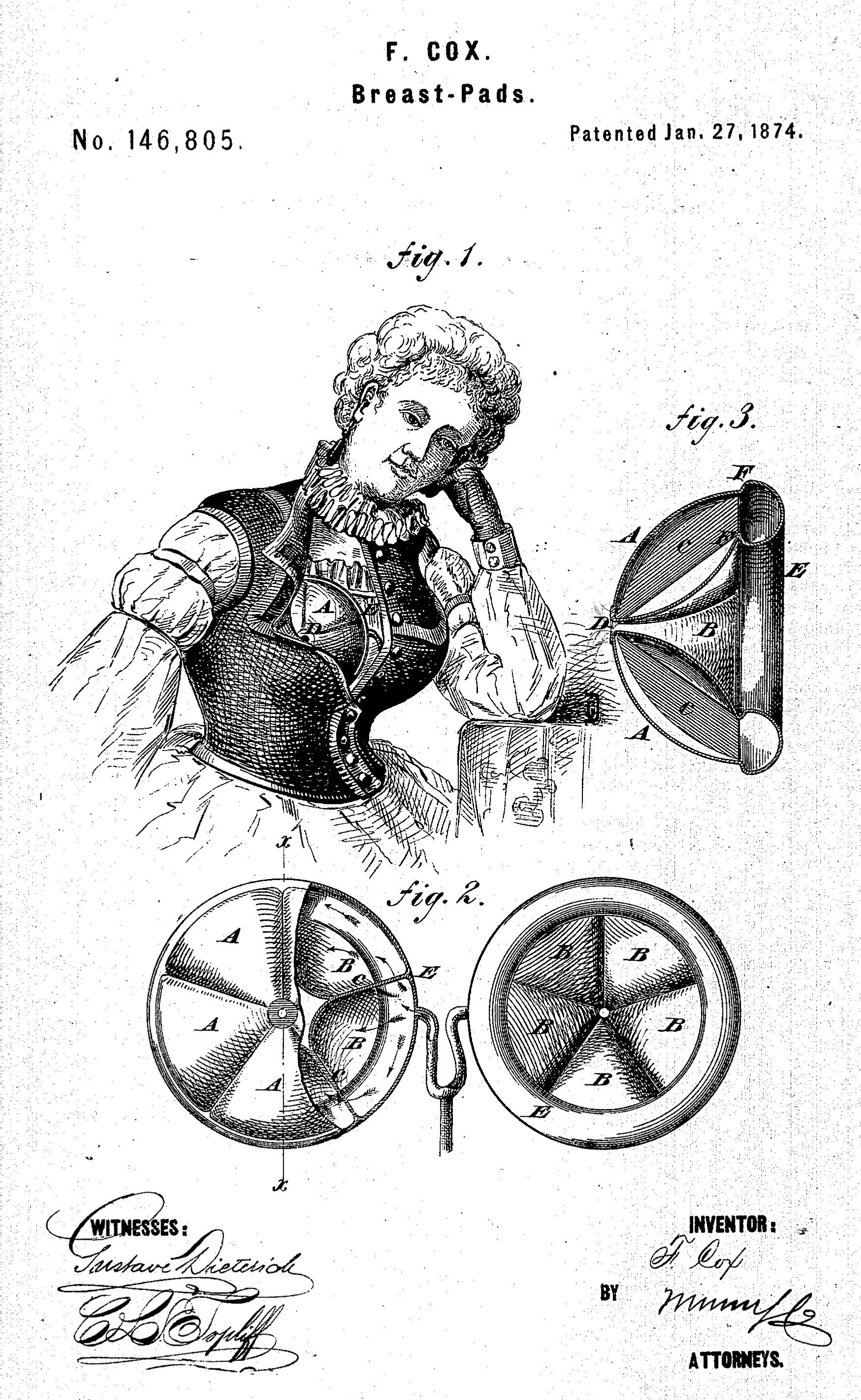
طرح ضمیمه اختراع ایالات متحده شماره ۱۴۶۸۰۵ مورخ ۲۷ ژانویه ۱۸۷۴، ثبت شده توسط فردریک کاکس

اختراع در لغت به معنی نوآوری می‌باشد. (معین، محمد، فرهنگ فارسی، ص۱۶۵)درعلم حقوق اختراع محصول یا فرایندی است که در نتیجه سعی و تلاش از تراوش‌های فکری «مخترع» حاصل می‌شود قانونگذاران کشورهای مختلف برای حمایت از مخترعان و مبتکرین و تشویق آن‌ها برای ایجاد محصولات و فرایندهای جدید مبادرت به حمایت از اشخاص مذکور می‌نمایند؛ این حمایت تحت عنوان حق اختراع صورت می‌گیرد.

## حق اختراع
حق اختراع حقی است که مخترع و سازندهٔ اثر اختراعی در اثر ثبت اختراع و به صورت انحصاری و موقت و مشروط به رعایت تکالیف مقرر در قوانین مربوط در جهت استعمال، انتقال، فروش، عرضه، واردات و اعطای مجوز بهره‌برداری به دست می‌آورد.
در قانون ثبت علایم و اختراعات ایران مصوب ۱/۴/۱۳۱۰ تعریفی از حق اختراع به عمل نیامده‌است. در پیش‌نویس لایحه ثبت اختراع ایران نیز تعریفی از حق اختراع وجود ندارد؛ لیکن اختراع را تعریف نموده‌است. طبق جزء الف بند ۲ ماده یک این لایحه «اختراع به معنای فکر یک مخترع است که در زمینه فناوری راه حل عملی برای یک مسئله خاص ارائه می‌کند.» برای اینکه قانون از حق اختراع حمایتهای لازم را به عمل آورد، مخترع باید اختراع خود را به ثبت برساند.

## ثبت اختراع
برای ثبت اختراع تشریفات شکلی و ماهوی خاصی لازم است که باید از سوی متقاضی ثبت اختراع و حسب مورد اداره ثبت اختراع رعایت گردد. شرایط ثبت اختراع به دو دسته شرایط شکلی و شرایط ماهوی تقسیم می‌گردد. نحوه تنظیم تقاضانامه ثبت اختراع، افشا و توصیف اختراع در تقاضانامه و… از شرایط شکلی ثبت اختراع محسوب می‌شوند؛
شرایط ماهوی عبارت‌اند از: # تازگی داشتن اختراع؛
1. ابداعی بودن اختراع؛
2. کاربرد صنعتی داشتن اختراع؛ (بند ۱ ماده ۲۷ موافقتنامة تیریپس)

## نظام های ثبت اختراع
امروزه در دنیا برای ثبت اختراع دو نظام وجود دارد.

### نظام اعلامی
در این نظام متقاضی ثبت اختراع، با تنظیم و ارائه تقاضانامه ثبت اختراع، حمایت از اختراع را به دست می‌آورد و اداره ثبت اختراع جستجوی خاصی در مورد اینکه آیا محصول یا فرایند ایجاد شده «شرایط ماهوی اختراع» را دارا می‌باشد یا خیر؟ به عمل نمی‌آورد.

### نظام ماهوی
آنچه در نظام اخیر مورد توجه قرار می‌گیرد شرایط ماهوی ثبت اختراع می‌باشد، گر چه شرایط مذکور برای نظام نوع اوّل نیز اهمیّت دارد، زیرا در صورتی که در دادگاه ثابت شود که اختراع شرایط ماهوی را ندارد دادگاه می‌تواند رأی به ابطال ورقه اختراع صادر شده بدهد؛ لیکن در این نظام بعد از وصول تقاضانامه ثبت اختراع، اداره ثبت اختراع مبادرت به بررسی ماهوی می‌نماید و در صورتی که شرایط ماهوی ثبت اختراع وجود نداشته باشد مبادرت به رد تقاضا نامه ثبت اختراع می‌نماید.
در ایران بر اساس ماده ۳۶ قانون ثبت علایم و اختراعات مصوب ۱۳۱۰ نظام اعلامی ثبت اختراع پذیرفته گردیده‌است و متقاضی ثبت اختراع باید تقاضانامه خود را برای ثبت اختراع به اداره ثبت شرکت‌ها و مالکیت صنعتی تقدیم نماید.

## ورقهٔ اختراع
اداره ثبت اختراع بعد از انجام تشریفات خاص و در کشورهایی که نظام ماهوی ثبت اختراع را پذیرفته‌اند بعد از انجام تحقیقات لازم مبادرت به صدور ورقهٔ اختراع می‌نماید. طبق بند یک ماده یک پیش نویس لایحه ثبت اختراع ایران «ورقهٔ اختراع سندی است که برای حمایت از اختراع صادر می‌شود.» دریافت‌کننده ورقهٔ اختراع با استناد به آن می‌تواند هرگونه تصرفی در اختراع خود بنماید و دیگران را از تجاوز به حقوق اختراعی خود منع نماید.

## حقوق مخترع
بعد از صدور ورقهٔ اختراع مخترع حقوقی را کسب می‌نماید که عبارت‌اند از:
1. حق استفاده و تولید
2. حق نگهداری، عرضه، انتقال و فروش
3. حق صادرات و واردات
4. حق اعطای مجوز بهره‌برداری

کلیه حقوق بالا انحصاری و متعلق به مالک اختراع یا قائم مقام وی بوده و اشخاص مذکور حق ممانعت دیگران را از تجاوز به حقوق اختراعی خود دارا می‌باشند.

## ارگان ها و سازمان های حامی
- بنیاد ملی نخبگان
- پژوهشگاه ارتباطات و فناوری اطلاعات
- فدراسیون بین‌المللی انجمن‌های مخترعان
- سازمان پژوهش‌های علمی و صنعتی ایران
- معاونت علمی و فناوری ریاست جمهوری
- انجمن مخترعین کشور (ایران)